# Глебо-Борисовский
Глебо-Борисовский — упразднённый хутор в Новокубанском районе Краснодарского края России. На момент упразднения входил в состав Новосельского сельсовета. Исключён из учётных данных в 1982 году.

## География
Располагался на безыимянной балке к северо-западу от федеральной трассы Р217 «Кавказ», в 4,5 км, по прямой, к северо-востоку от села Урмия.

## История
По данным на 1925 год хутор Борисоглебский состоял из 60 хозяйств. В административном отношении входил в состав Бароновского сельсовета Армавирского района Армавирского округа Северо-Кавказского края.
Решением Краснодарского ИКа от 8 декабря 1982 года хутор исключен из учётных данных в связи с переселением жителей в хутор Глубокий.

## Население
По данным на 1925 год на хуторе проживало 405 человек, в том числе 207 мужчин и 198 женщин.